# Ил Фолето (Ређо Емилија)
Ил Фолето је насеље у Италији у округу Ређо Емилија, региону Емилија-Ромања.
Према процени из 2011. у насељу је живело 52 становника. Насеље се налази на надморској висини од 87 м.